# Wikariat apostolski Tucupita
Wikariat Apostolski Tucupita (łac. Apostolicus Vicariatus Tucupitensis) – wikariat apostolski Kościoła rzymskokatolickiego w Wenezueli. Jest podległy bezpośrednio pod Stolicę Apostolską. Został erygowany 30 lipca 1954 roku przez papieża Piusa XII.

## Administratory
- Argimiro Álvaro García Rodríguez OFMCap (1955 – 1985)
- Felipe González González OFMCap (1985 - 2014)
- Ernesto José Romero Rivas OFMCap (od 2015)